# Aleksandr Skriabin
Aleksandr Nikolàievitx Skriabin (en rus: Алекса́ндр Никола́евич Скря́бин; Moscou, 6 de gener de 1872 - Moscou, 27 d'abril de 1915) fou un compositor i pianista virtuós rus.
Abans de 1903, Skriabin va estar molt influenciat per la música de Frédéric Chopin i va compondre en un idioma relativament tonal i romàntic tardà. Més tard, i independentment del seu influent contemporani Arnold Schönberg, Skriabin va desenvolupar un llenguatge musical molt més dissonant que havia transcendit la tonalitat habitual però no era atonal, que concordava amb el seu estil propi metafísic. Skriabin va trobar un atractiu significatiu en el concepte de Gesamtkunstwerk així com en la sinestèsia, i va associar els colors amb els diferents tons harmònics de la seva escala, mentre que el seu cercle de quintes codificats per colors també es va inspirar en la teosofia. Sovint se'l considera el principal compositor simbolista rus i un dels principals representants de l'⁣edat de plata russa.
Skriabin va ser un innovador i un dels compositors-pianistes més controvertits de principis del segle xx. La Gran Enciclopèdia Soviètica deia d'ell, "cap compositor no ha tingut més menyspreu sobre ell ni un amor més gran". Lev Tolstoi va descriure la música de Skriabin com "una expressió sincera del geni". L'obra de Skriabin va exercir una influència destacada en el món de la música al llarg del temps, i va inspirar a compositors com Ígor Stravinski, Serguei Prokófiev, i Karol Szymanowski. Però la importància de Skriabin en l'escena musical russa (posteriorment soviètica) i internacionalment va disminuir dràsticament després de la seva mort. Segons el seu biògraf Faubion Bowers, "Ningú va ser més famós durant la seva vida, i pocs van ser ignorats més ràpidament després de la mort". No obstant això, la seva estètica musical s'ha revalorat des dels anys setanta, i les seves deu sonates publicades per a piano i altres obres s'han defensat cada cop més, obtenint un gran reconeixement en els darrers anys.

## Biografia

### Infància i educació (1872–1893)

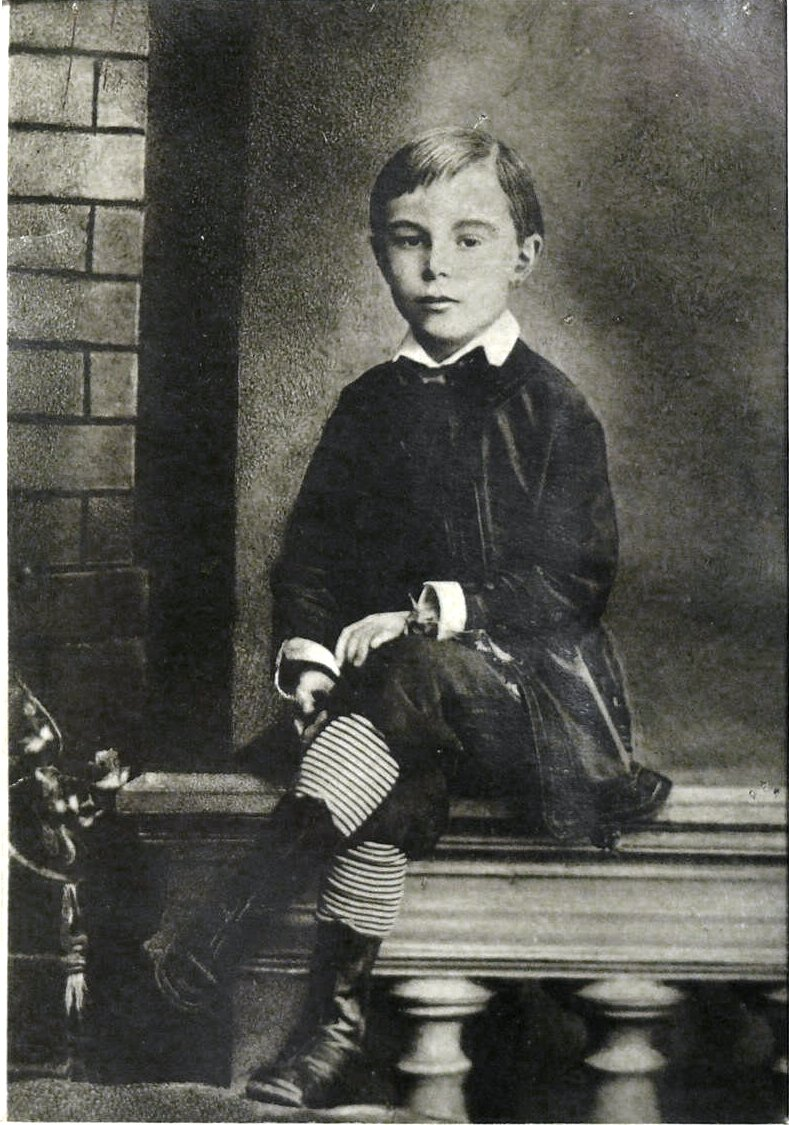
Un jove Aleksandr Skriabin (finals de la dècada de 1870)

Scriabin va néixer a Moscou en una família aristocràtica el dia de Nadal de 1871, segons el calendari julià. El seu pare, Nikolai Aleksandrovitx Skriabin, aleshores estudiant a la Universitat Estatal de Moscou, pertanyia a una modesta família noble fundada pel besavi d'Aleksandr Ivan Alekseevitx Skriabin, un soldat de Tula que va tenir una brillant carrera militar i va rebre la noblesa hereditària el 1819. L'àvia paterna d'Aleksandr, Elizaveta Ivanovna Podtxertkova, filla d'un capità tinent, procedia d'una casa noble rica de la governació de Novgorod. La seva mare, Liubov Petrovna Skriabina (de soltera Txetinina), va ser concertista i antiga alumna del pianista polonès Theodor Leschetizky. Va pertànyer a una antiga dinastia que va remuntar la seva història a Rurik⁣; el seu fundador, Semion Feodorovitx Iaroslavski, sobrenomenat Txetina (del rus txetina que significa rostoll), era el besnét de Vasili, príncep de Iaroslavl. Va morir de tuberculosi quan Aleksandr només tenia un any.
Després de la seva mort, Nikolai Skriabin va completar l'ensenyament en llengua turca a l'Institut de Llengües Orientals de Sant Petersburg i va marxar cap a Turquia. Com tots els seus familiars, va seguir una trajectòria militar i va exercir com a agregat militar en la condició de conseller d'Estat actiu⁣; va ser nomenat cònsol honorari a Lausana durant els seus darrers anys. El pare d'Aleksandr va deixar l'infant Sasha (com se'l coneixia) amb la seva àvia, la seva besàvia i la seva tieta. El pare es va tornar a casar més tard, donant a Skriabin diversos germans i germanes. La seva tia Liubov (la germana soltera del seu pare) era una pianista aficionada que va documentar els primers anys de Sasha fins que va conèixer la seva primera dona. Quan era nen, Skriabin estava freqüentment exposat a tocar el piano; referències anecdòtiques el descriuen exigint que la seva tia jugués amb ell.
Aparentment precoç, Skriabin va començar a construir pianos després d'haver-se fascinat amb els seus mecanismes. De vegades donava als hostes pianos que havia construït. Liubov retrata a Skriabin com molt tímid i poc sociable amb els seus companys, però agraït per l'atenció dels adults. Segons una anècdota, Skriabin va intentar dirigir una orquestra formada per nens locals, un intent que va acabar amb frustració i llàgrimes. Interpretava les seves pròpies obres i òperes amb titelles davant de públics agraïts. Va estudiar el piano des de petit, prenent classes amb Nikolai Zvérev, un professor molt estricte, que també va ser el professor de Serguei Rakhmàninov i d'altres prodigis del piano.

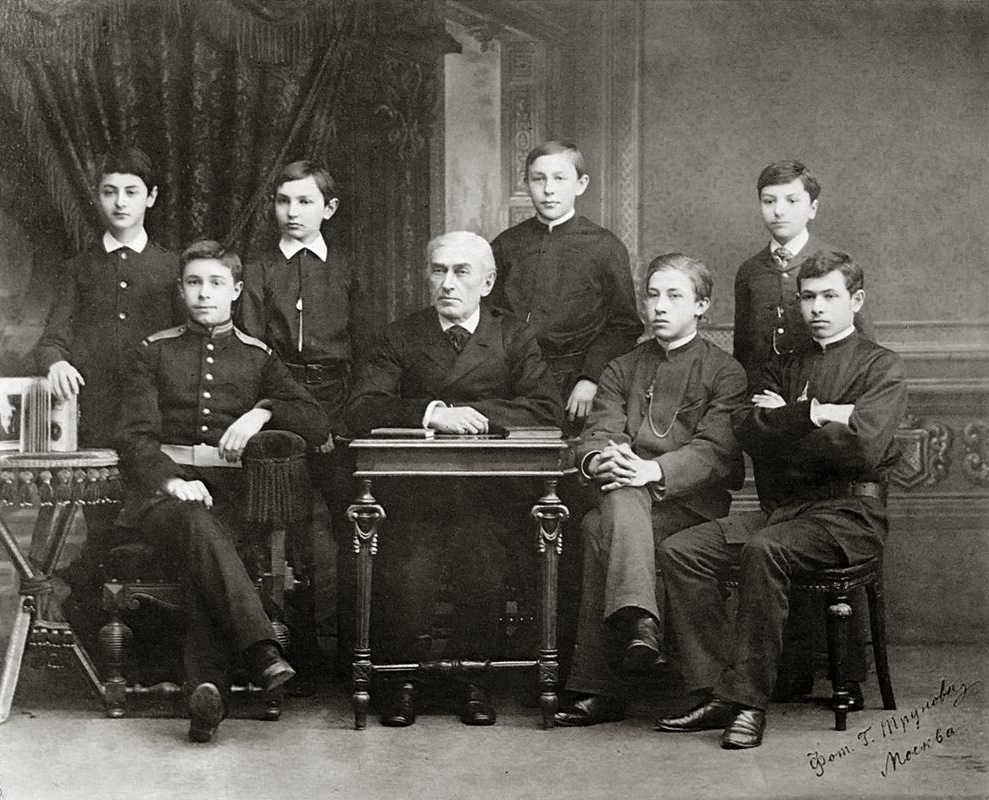
Els estudiants de Zvérev a finals de la dècada de 1880. Skriabin, amb indumentària militar, és el segon des de l'esquerra. Rakhmàninov és el quart per la dreta.

El 1882, Skriabin es va allistar al Segon Cos de Cadets de Moscou. Com a estudiant, es va fer amic de l'actor Leonid Limontov, que a les seves memòries recorda la seva reticència a fer-se amic de Skriabin, que era el més petit i feble entre tots els nois i de vegades se'n burlaven per la seva estatura. Però Skriabin va guanyar l'aprovació dels seus companys en un concert on va actuar al piano. En general, ocupava el primer lloc de la seva classe acadèmicament, però estava exempt de fer exercicis militars a causa de la seva constitució física i li donaven temps cada dia per practicar el piano.
Després va estudiar al Conservatori de Moscou amb Anton Arenski, Serguei Tanéiev, i Vassili Safónov. Esdevingué un notable pianista, malgrat les seves petites mans, amb un pam de tot just una novena. Sentint-se desafiat per Josef Lhévinne, es va danyar la mà dreta mentre practicava les Réminiscences de Don Juan de Franz Liszt i l'⁣Islamei de Mili Balàkirev. El seu metge va dir que mai es recuperaria, i va escriure la seva primera obra mestra a gran escala, la seva Sonata per a piano núm. 1, op. 6, com un "crit contra Déu, contra el destí". Va ser la tercera sonata que va escriure, però la primera a la qual va donar un número d'opus (la seva segona va ser condensada i publicada com a l'Allegro Appassionato, op. 4). Finalment, va recuperar l'ús de la mà.
El 1892 es va graduar amb la Medalla d'Or Petita en interpretació pianística, però no va completar el grau de composició a causa de les fortes diferències de personalitat i musicals amb Arenski (la signatura del qual és l'única absent al certificat de graduació de Scriabin) i la seva reticència a compondre peces en formes que no li interessaven.

### Primers anys de carrera (1894–1903)

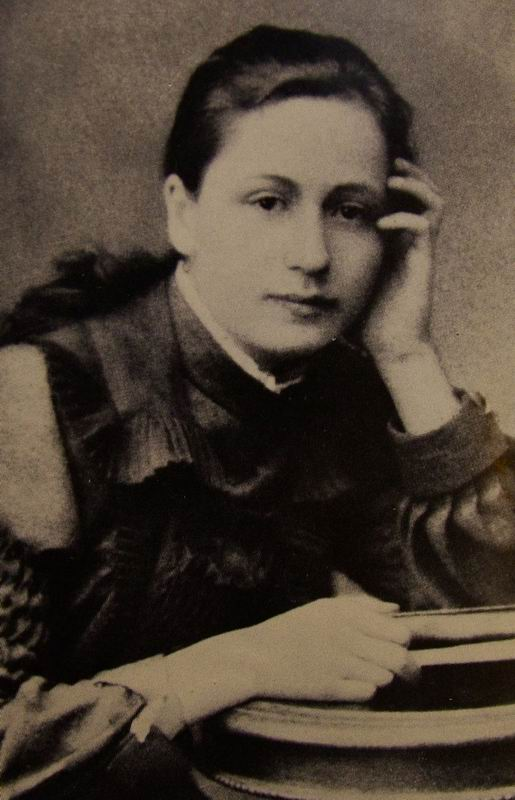
Vera Issakovitx, la seva dona, el 1896

El 1894, Skriabin va debutar com a pianista a Sant Petersburg, interpretant les seves pròpies obres amb crítiques positives. El mateix any, Mitrofan Beliàiev va acceptar pagar a Skriabin per compondre per a la seva empresa editorial (va publicar obres de compositors notables com Nikolai Rimski-Kórsakov i Aleksandr Glazunov). L'agost de 1897, es va casar amb la pianista Vera Issakovitx, i després va fer una gira per Rússia i a l'estranger, culminant amb un exitós concert a París el 1898. Aquell any es va convertir en professor al Conservatori de Moscou i va començar a establir la seva reputació com a compositor. Durant aquest període va compondre el cicle d'⁣estudis, op. 8, diversos conjunts de preludis, les seves tres primeres sonates per a piano i el seu únic concert per a piano, entre altres obres, sobretot per a piano.
Durant cinc anys, Skriabin va estar establert a Moscou, temps durant el qual el seu antic mestre Safónov va dirigir les dues primeres simfonies de Skriabin.
Segons informes posteriors, entre 1901 i 1903 Skriabin va pensar a escriure una òpera. Va exposar les seves idees en el curs de la conversa normal. L'obra se centraria al voltant d'un heroi sense nom, un filòsof-músic-poeta. Entre altres coses, declararia: "Sóc l'apoteosi de la creació del món. Sóc l'objectiu dels objectius, el final dels finals." El poema op. 32 núm. 2 i el Poème tragique op. 34 van ser concebuts originalment com a àries de l'òpera.

### Sortint de Rússia (1903–09)
El 13 de març de 1904, Skriabin i la seva dona es van traslladar a Ginebra, Suïssa. Mentre vivia aquí, Skriabin es va separar legalment de la seva dona, amb qui havia tingut quatre fills. També va començar aquí a treballar en la seva Simfonia núm. 3. L'obra es va representar a París el 1905, on Skriabin estava acompanyat per Tatiana Fiodorovna Schlözer, una antiga alumna i neboda del pianista i compositor Paul de Schlözer i germana del crític musical Boris de Schlözer. Tatiana es convertiria en la segona esposa de Skriabin, amb qui va tenir altres fills.
Amb l'ajuda financera d'un patrocinador ric, Skriabin va passar diversos anys viatjant per Suïssa, Itàlia, França, Bèlgica i els Estats Units, treballant en més peces orquestrals, incloent-hi diverses simfonies. També va començar a compondre "poemes" per al piano, una forma amb la qual està especialment associat. Mentre era a la ciutat de Nova York, el 1907, va conèixer el compositor canadenc Alfred La Liberté, que es va convertir en un amic i deixeble personal.
L'any 1907, Skriabin es va instal·lar a París amb la seva família i va participar en una sèrie de concerts organitzats per l'⁣empresari Serguei Diàguilev, que en aquella època promovia activament la música russa a Occident. Posteriorment, es va traslladar a Brussel·les (rue de la Réforme 45) amb la seva família.

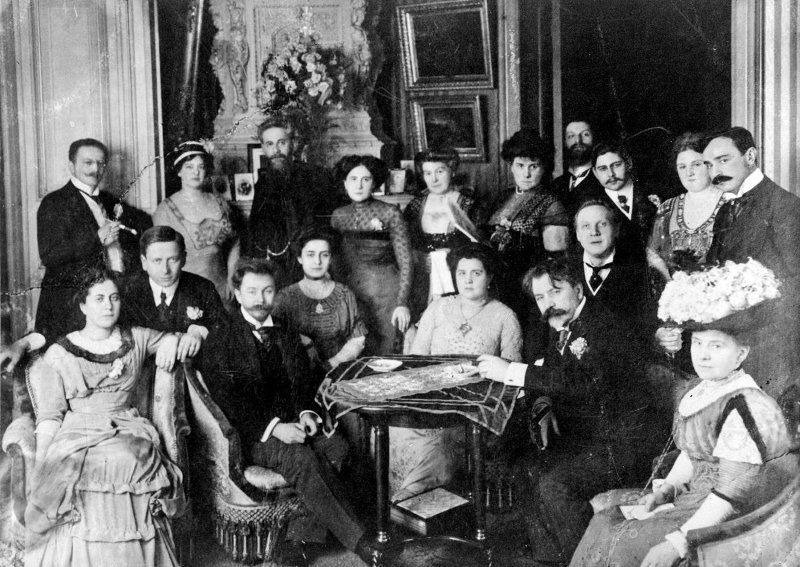
Skriabin (assegut a l'esquerra de la taula) com a convidat a la casa de Wladimir Metzl a Berlín, 1910

### Retorn a Rússia (1909-1915)
El 1909, Skriabin va tornar definitivament a Rússia, on va continuar component, treballant en projectes cada cop més grandiosos. Durant un temps abans de la seva mort havia planejat una obra multimèdia, que es representaria a l'⁣Himàlaia, que provocaria l'anomenat "Harmagedon", "una grandiosa síntesi religiosa de totes les arts que anunciaria el naixement d'un nou món". Skriabin només va deixar esbossos per a aquesta peça, Mysterium, tot i que una part preliminar, L'acte préalable ("L'acte previ"), va ser finalment convertida en una versió executable per Alexander Nemtin. Part d'aquesta peça inacabada es va interpretar amb el títol L'acte préalable de Vladímir Aixkenazi a Berlín amb Aleksei Liubímov al piano. Finalment, Nemtin va completar una segona part ("Mankind") i una tercera ("Transfiguration"), i Aixkenazi va gravar tota la seva realització de dues hores i mitja amb la Deutsches Symphonie-Orchester Berlin per a Decca. Es creu que diverses de les darreres peces publicades per Skriabin estaven destinades a Mysterium, com les Dues danses, op. 73.

### Mort
Scriabin va fer el seu últim concert el 2 d'abril de 1915 a Sant Petersburg, interpretant un gran programa de les seves pròpies obres. Va rebre crítiques elogioses dels crítics musicals, que van qualificar la seva interpretació de "més inspiradora i afectiva", i va escriure: "els seus ulls brillaven de foc i la seva cara irradiava felicitat". El mateix Skriabin va escriure que durant la seva interpretació de la seva Sonata núm. 3, op. 23, "Vaig oblidar completament que estava tocant en una sala amb gent al meu voltant. Això em passa molt poques vegades a l'escenari." Va ampliar dient que normalment "havia de vigilar-se molt de prop, observar-se com si fos de lluny, per mantenir-se controlat."
Scriabin va tornar triomfant al seu apartament de Moscou el 4 d'abril. Va notar un ressorgiment d'un petit granet al llavi superior dret. Ja l'any 1914 havia esmentat el granet mentre estava a Londres. La seva temperatura va pujar, va anar al llit i va cancel·lar el seu concert a Moscou de l'11 d'abril. El gra es va convertir en una pústula, després un carboncle i un furóncol. El metge de Skriabin va comentar que la nafra semblava "com un foc morat". La seva temperatura va pujar fins als 41 °C i ara estava postrat al llit. Es van fer incisions el 12 d'abril, però la nafra ja havia començat a enverinar-li la sang, i va començar a delirar. Bowers escriu: "De manera intractable i inexplicable, una simple taca s'havia convertit en una malaltia terminal." El 14 d'abril de 1915, a 43 anys i en el punt àlgid de la seva carrera, Skriabin va morir al seu apartament de Moscou.
Skriabin va desenvolupar interès per la teoria del super-home de Friedrich Nietzsche, i per la teosofia, i ambdues van influir sobre la seva música i el seu pensament musical. Els anys 1909-1910 va viure a Brussel·les, on va interessar-se pel moviment teosòfic de Delville i va llegir l'obra d'Ielena Blavàtskaia (Samson 1977). El compositor i teosòfic Dane Rudhyar va escriure que Skriabin va ser «l'únic gran pioner de la nova música per al renaixement de la civilització occidental, el pare de la música del futur» (Rudhyar 1926b, 899) i un antídot enfront dels «reaccionaris llatins i el seu apòstol Stravinski i enfront de la música reglamentista del grup de Schönberg» (Ibid., 900-901).
S'ha suggerit que Skriabin era probablement l'oncle de Viatxeslav Mólotov, el polític rus i epònim del còctel molotov. El vertader cognom de Molotov era Skriabin. Tanmateix, Simon Montefiore en la seua biografia de Stalin, afirma que malgrat compartir el cognom, Mólotov no tenia cap relació amb el compositor.
Pianistes com Samuïl Féinberg, Vladimir Sofronitski, Robert Taub, John Ogdon, Vladimir Horowitz i Sviatoslav Richter han interpretat les obres de Skriabin amb gran èxit.

## Música

### Estil i influències
La major part de l'obra de Skriabin va ser escrita per al piano; les primeres obres s'assemblen a les de Frédéric Chopin i sovint són formes que el mateix Chopin va utilitzar, com els estudis, preludis i masurques. Per altra banda, les darreres obres, són extremadament originals, emprant harmonies i textures poc usuals. El desenvolupament del particular estil de Skriabin es pot rastrejar en les deu sonates per a piano: les primeres pertanyen a un idioma tard-romàntic i mostren la influència de Chopin i Franz Liszt, però les darreres s'internen en nous territoris. Així, per exemple, les cinc últimes no estan escrites en cap tonalitat. Molts fragments poden qualificar-se d'atonals, encara que entre el 1903 i el 1908 la unitat tonal fou reemplaçada gairebé imperceptiblement per la unitat harmònica (Samson 1977) Veure: acord sintètic.
Aaron Copland ha elogiat el material temàtic de Skriabin com "vertaderament original, vertaderament inspirat", però l'ha criticat per introduir "aquest nou cos de sensacions dins de la camisa de força de la forma sonata clàssica" qualificant-lo d'"un dels més grans errors de la història de la música". Segons Samson la forma sonata, en la Sonata núm. 5 té cap significat atesa l'estructura tonal, però en la Sonata núm. 6 i la Sonata núm. 7, les tensions formals es creen per l'absència de contrast harmònic i "entre l'ímpetu acumulatiu de la música, generalment aconseguit per les textures més que per mitjans harmònics, i les restriccions formals de l'esquema tripartit." També argüeix que el Poema de l'Èxtasi i Vers la flamme "troben una feliç cooperació entre la 'forma' i el 'contingut'" i les darreres sonates, com la núm. 9 empren una forma sonata molt més flexible.

### Influència del color

Colors sinestètics definits pel compositor

Encara que es considera que les obres de Skriabin estan influïdes per la sinestèsia, una condició que permet a la persona experimentar un sentit en estimular-ne un altre i que el compositor declarava posseir, és bastant probable que Skriabin mai no l'experimentara. El seu sistema de colors, a diferència de la majoria de les experiències sinestètiques, connectat amb el cercle de les quintes, era un sistema basat en l'òptica d'Isaac Newton. De fet, influït alhora per les seues creences teosòfiques, va desenvolupar el que hauria de ser un espectacle multimèdia pioner: la seua magna obra no mai estrenada Mysterium que havia de ser una mena de performance d'una setmana de durada, que inclouria música, aromes, dansa, i llum en els tossals de l'Himàlaia, l'objectiu de la qual era dissoldre el món en beatitud.
Encara que Skriabin va escriure un nombre reduït d'obres per a orquestra, aquestes estan entre les més cèlebres del compositor, i també entre les més interpretades. Va compondre 3 simfonies, un Concert per a piano (1896), el Poema de l'Èxtasi (1908) i Prometeu, el poema del foc (1910), que inclou una part per a "clavier à lumières" - un instrument que es toca com un piano, però que il·lumina la sala de concert amb llum de color al compàs del so. La major part de les interpretacions de l'obra, fins i tot la seua estrena, no inclouen aquest aparell lluminós.
El teclat de colors original de Skriabin, amb la seua consola associada amb llums de colors, es conserva en la casa del músic prop de l'Arbat a Moscou, que és actualment un museu dedicat a la seua vida i obra.

## Obres importants

### Sonates per a Piano
Skriabin va escriure 10 sonates per a piano, les tres primeres d'un estil romàntic, hereu de Chopin però mostrant una personalitat particular. Amb la quarta sonata, Skriabin va explorar harmonies cromàtiques més complexes. La cinquena sonata és parcialment atonal, i les següents ho són completament, i de vegades extremadament dissonants. Vers la flamme havia de ser l'onzena sonata, però hagué de publicar-la prematurament a causa de necessitats financeres. A partir de la cinquena, les sonates de Skriabin consisteixen en un sol moviment.
- Sonata núm. 1 en fa menor, Op. 6
- Sonata núm. 2 en Sol sostingut menor, Op. 19 (també coneguda com a Sonata-Fantasia)
- Sonata núm. 3 en Fa sostingut menor, Op. 23
- Sonata núm. 4 en Fa sostingut major, Op. 30
- Sonata núm. 5 en Fa sostingut major, Op. 53
- Sonata núm. 6, Op. 62
- Sonata núm. 7, Op. 64 (sobrenom: Missa Blanca)
- Sonata núm. 8, Op. 66
- Sonata núm. 9, Op. 68 (sobrenom: Missa Negra)
- Sonata núm. 10, Op. 70

### Altres obres per a piano
Altres obres importants per a piano són:
- Fantasia en si menor, Op.28
- Vers la flamme, Op.72

Skriabin va compondre un gran nombre de peces curtes, incloent-hi preludis, estudis, poemes, masurques, etcètera. Són especialment populars entre aquestes:
- Estudi en Re sostingut menor, Op. 8, núm. 12
- Estudi en Do sostingut menor, Op. 2, núm. 1

### Obres orquestrals
- Concert per a piano en fa sostingut menor, op. 20
- Reverie, op. 24
- Simfonia núm. 1 en mi major, op. 26
- Simfonia núm. 2 en do menor, op. 29
- Simfonia núm. 3 "El poema diví" en do menor, op. 43
- Simfonia núm. 4 "Poema de l'Èxtasi", op. 54
- Prometeu, el poema del foc, per a piano, cor i orquestra, op. 60
- Mysterium (inacabada)

## Edició anglesa
- El compositor del Regne Unit Felix Harold White, va tenir cura de tota l'edició anglesa de l'obra pianística de Skriabin.[29]